# Ariane Barth
Ariane Barth (* 1943) ist eine deutsche Journalistin und Sachbuchautorin.

## Wirken
Barth ist, nach eigenen Angaben, die Tochter eines Juristen und arbeitete über 30 Jahre als Journalistin für das Magazin Der Spiegel, für das sie u. a. Artikel über den Völkermord in Kambodscha und die Kindervernichtung in Rumänien schrieb. Für ihre Reportage Wenn er fröhlich singt, kommen mir die Tränen wurde sie 1987 mit dem Medienpreis der Deutschen AIDS-Stiftung ausgezeichnet.

## Werk
Bücher
- (mit Tiziano Terzani) Holocaust in Kambodscha. Rowohlt, Reinbek 1980, Rowohlt Taschenbuch 1982, ISBN 9783499330032.
- Die Reeperbahn. Kampf um Hamburgs sündige Meile. Spiegel-Verlag, Hamburg 1999, ISBN 9783455150285.
- Im Rotlicht. Das explosive Leben des Stefan Hentschel. Ullstein Taschenbuch, Berlin 2005, ISBN 9783548367699.